# Justinas Olechnavicius
Justinas Olechnavicius (Šiauliai, 9 de febrero de 1994) es un jugador de baloncesto lituano que mide 1,94 metros y actualmente juega de alero en el CB Almansa de la Liga LEB Plata. 

## Trayectoria
Es un alero lituano formado en el club de su ciudad natal, el Siauliu Saule-Aukstabalis en categoría junior antes de jugar durante varias temporadas la Nacionalinė krepšinio lyga, la segunda división de baloncesto lituana con los equipos de BC Barsy Atyrau, Kursenai Grafu baldai-Kristalas, BC Šilutė y BC Mazeikiai. Durante la temporada 2013-14 disputaría 7 partidos de la Lietuvos Krepšinio Lyga con KK Šiauliai,  
En verano de 2017, llega a España para jugar en las filas del Igualatorio Cantabria Estela de Liga EBA con el que conseguiría el ascenso a Liga LEB Plata.
En la temporada 2018-19 juega en el CB Almansa de la Liga LEB Plata, con el que consiguió el ascenso a la Liga LEB Oro.
En la temporada 2019-20 juega en las filas del CB Benicarló de la Liga LEB Plata.
El 12 de septiembre de 2020, firma por el Oviedo Club Baloncesto de la Liga LEB Oro, pero acabaría la temporada 2020-21, en las filas del Círculo Gijón Baloncesto de la LEB Plata, donde jugó 21 encuentros con unos promedios de 12.9 puntos, 2.8 rebotes y 1 robo de balón por partido.
El 26 de agosto de 2021, firma por el CB Almansa de la LEB Oro.
En la temporada 2022-23, firma por el CB Salou de la Liga LEB Plata.
El 28 de julio de 2023, firma por el CB Almansa de la Liga LEB Plata.